# Анхолт
Анхолт (на немски: Anholt; на диалект: Aanoldt) е част от град Иселбург в Северен Рейн-Вестфалия, Германия с 4107 жители (към 31 декември 2012). Намира се на немско-холандската граница.
За пръв път е споменат през 1169 г. От 1347 г. до 1975 г. Анхолт има права на град.
- Замък Анхолт
- Гербът на господството Анхолт